# Omo meridionale
Omo meridionale è una delle zone amministrative in cui è suddivisa la Regione delle Nazioni, Nazionalità e Popoli del Sud in Etiopia.

## Woreda
La zona è composta da 11 woreda:
1. Bena Tsemay
2. Boko Dawula
3. Dasenech /Kuraz
4. Hamer
5. Jinka town
6. Malie
7. North Ari
8. Nyngatom
9. Salamago
10. South Ari
11. Wub Ari